# Shafirkan
Shafirkan es una localidad de Uzbekistán, en la provincia de Bujará.
Se encuentra a una altitud de 242 m sobre el nivel del mar. 

## Demografía
Según estimación 2010 contaba con una población de 28 607 habitantes.